# Joe DeLoach
Joseph („Joe”) Nathaniel DeLoach (ur. 5 czerwca 1967 w Bay City w Teksasie) – amerykański lekkoatleta, sprinter, mistrz olimpijski.
Pochodzi z wielodzietnej rodziny (ma 11 sióstr i 1 brata). Trenował lekką atletykę podczas studiów na University of Houston.
W czasie amerykańskich kwalifikacji przed igrzyskami olimpijskimi w 1988 w Seulu wygrał bieg na 200 metrów. Postawiło do to w roli faworyta razem z Carlem Lewisem przed igrzyskami. Obaj zawodnicy weszli do finału, w którym zajęli 1. i 2. miejsce. DeLoach tym samym pozbawił Lewisa powtórzenia sukcesu zdobycia 4 złotych medali na tych samych igrzyskach (Lewis osiągnął to na igrzyskach w 1984 w Los Angeles, a w Seulu zdobył 2 złote medale). De Loach ustanowił w tym biegu  rekord olimpijski wynikiem 19,75 s.
W późniejszych latach nie osiągnął tak wysokiej formy. Po opuszczeniu igrzysk w 1992 w Barcelonie wskutek kontuzji zakończył karierę.